# Больше чем никогда
«Больше чем никогда» (фр. Plus que jamais) — художественный фильм режиссёра Эмили Атеф. Главные роли исполнили Вики Крипс и Гаспар Ульель. Мировая премьера фильма состоялась 21 мая 2022 года на 75-м Каннском кинофестивале.

## Сюжет
Элен — 33-летняя француженка, живёт в Бордо, и уже много лет состоит в счастливом браке с Матье. Их жизнь переворачивается с ног на голову, когда у Элен диагностируют редкое заболевание лёгких. Элен не знает, как справиться с новой ситуацией. В поисках ответов она натыкается на норвежского блогера по имени Мистер, который серьёзно болен и рассказывает о своей жизни с искренностью и сухим чувством юмора. Это и невероятная природа Норвегии, показанная на некоторых его фотографиях, привлекают Элен. Она связывается с Мистером, и между ними завязываются искренние отношения, поскольку она, кажется, способна выразить свои чувства. Даже если трудно оставить Матье, Элен прислушивается к своей интуиции и отправляется через всю Европу в Норвегию одна, чтобы найти свой путь. Подавляющая красота огромного, захватывающего пейзажа, а также необычная дружба с Мистером идут ей на пользу. Когда Матье приезжает в Норвегию, чтобы отвезти её обратно во Францию, она понимает, что, несмотря на их сильную любовь, её путь — это путь, который она может пройти только самостоятельно.

## В ролях
- Вики Крипс — Элен
- Гаспар Ульель — Матье
- Бьёрн Флоберг[англ.] — Мистер

## Производство
Первоначальное название фильма — «Мистер». Идея фильма возникла у режиссёра Эмили Атеф в 2010 году, и ей понадобилось более десяти лет, чтобы начать работу над фильмом, найти свою историю и убедить спонсоров. 22 февраля 2018 года издание Screen Daily сообщило, что Эмили Атеф готовит свою первую франкоязычную постановку под названием «Мистер». Продюсер Ксения Майнгот рассказала, что Атеф «хотела поставить высокую цель» в кастинге фильма и что ведутся переговоры с возможной известной французской актрисой на главную женскую роль. Съёмки фильма были запланированы на начало лета 2019 года. 21 августа 2020 года Screen Daily сообщила, что в актёрский состав вошли люксембургская актриса Вики Крипс, французский актёр Гаспар Ульель, датский актёр Йеспер Кристенсен и норвежская актриса Лив Ульман. Норвежский актёр Бьёрн Флоберг присоединился к фильму 29 апреля 2021 года.
Съёмки начались во Франции 14 апреля 2021 года и проходили в Бордо, с 14 по 23 апреля, а затем переместились на студию в Люксембурге в конце апреля. Съёмки завершились в Норвегии 4 июня 2021 года.
Гаспар Ульель умер 19 января 2022 года в результате несчастного случая на лыжах во Франции. «Больше чем никогда» был предпоследним фильмом, в котором принял участие Ульель, хотя его часто называют и рекламируют как его последний фильм. После завершения работы над фильмом в июне 2021 года он снялся в мини-сериале «Лунный рыцарь», а в декабре 2021 года завершил работу над фильмом Бертрана Бонелло «Кома», но роль Ульеля в «Коме» держалась в секрете до тех пор, пока фильм не был отобран для Берлинского кинофестиваля в феврале 2022 года, став первым фильмом, выпущенным после его смерти, несмотря на то, что он был последним фильмом, в котором он снялся.
Мировая премьера фильма состоялась на 75-м Каннском кинофестивале в секции «Особый взгляд» 21 мая 2022 года.